# Bitwa pod Curupayty
Bitwa pod Curupayty – starcie zbrojne, które miało miejsce podczas wojny koalicji z Paragwajem.

## Przebieg walk
Rankiem 22 września 1866 roku połączone siły Brazylii, Argentyny oraz Urugwaju zaatakowały ufortyfikowane  paragwajskie okopy. Paragwajczycy dowodzeni przez José E. Díaza posiadali 5 000 żołnierzy oraz 49 dział, częściowo niewidocznych dla atakujących. Marynarka brazylijska dała wsparcie artyleryjskie 20 000 atakujących żołnierzy koalicji pod wodzą głównego wodza koalicji Bartolomé Mitre, lecz z powodu znacznej odległości okrętów od pozycji paragwajskich zniszczenia i straty po stronie przeciwnika były znikome. Dobrze okopani żołnierze paragwajscy bez problemu dziesiątkowali atakujące wprost na działa i karabiny siły koalicyjne, łamiąc każdy ich atak. Widząc zaistniałą sytuację, Mitre był zmuszony wykonać odwrót. Paragwajczycy zwyciężyli.

## Po bitwie
Straty koalicyjne wyniosły 4 000 zabitych, podczas kiedy Paragwajczycy stracili zaledwie 92 żołnierzy. Bitwa pod Curupayty była największym zwycięstwem armii paragwajskiej w tej wojnie. Jednakże brak zdecydowania ze strony głównodowodzącego wojskami paragwajskimi Francisco Solano Lópeza doprowadziła do zaprzepaszczenia okazji do decydującego zwycięstwa w całej wojnie. Przez to bitwa się stała jedynie tymczasowym sukcesem, który już się później nie powtórzył. Toczące się aż do 1870 roku walki doprowadziły niemal do całkowitej eksterminacji narodu paragwajskiego.